# Megalopsallus teretis
Megalopsallus teretis är en insektsart som beskrevs av Schuh 2000. Megalopsallus teretis ingår i släktet Megalopsallus och familjen ängsskinnbaggar. Inga underarter finns listade i Catalogue of Life.